# Cultura di massa

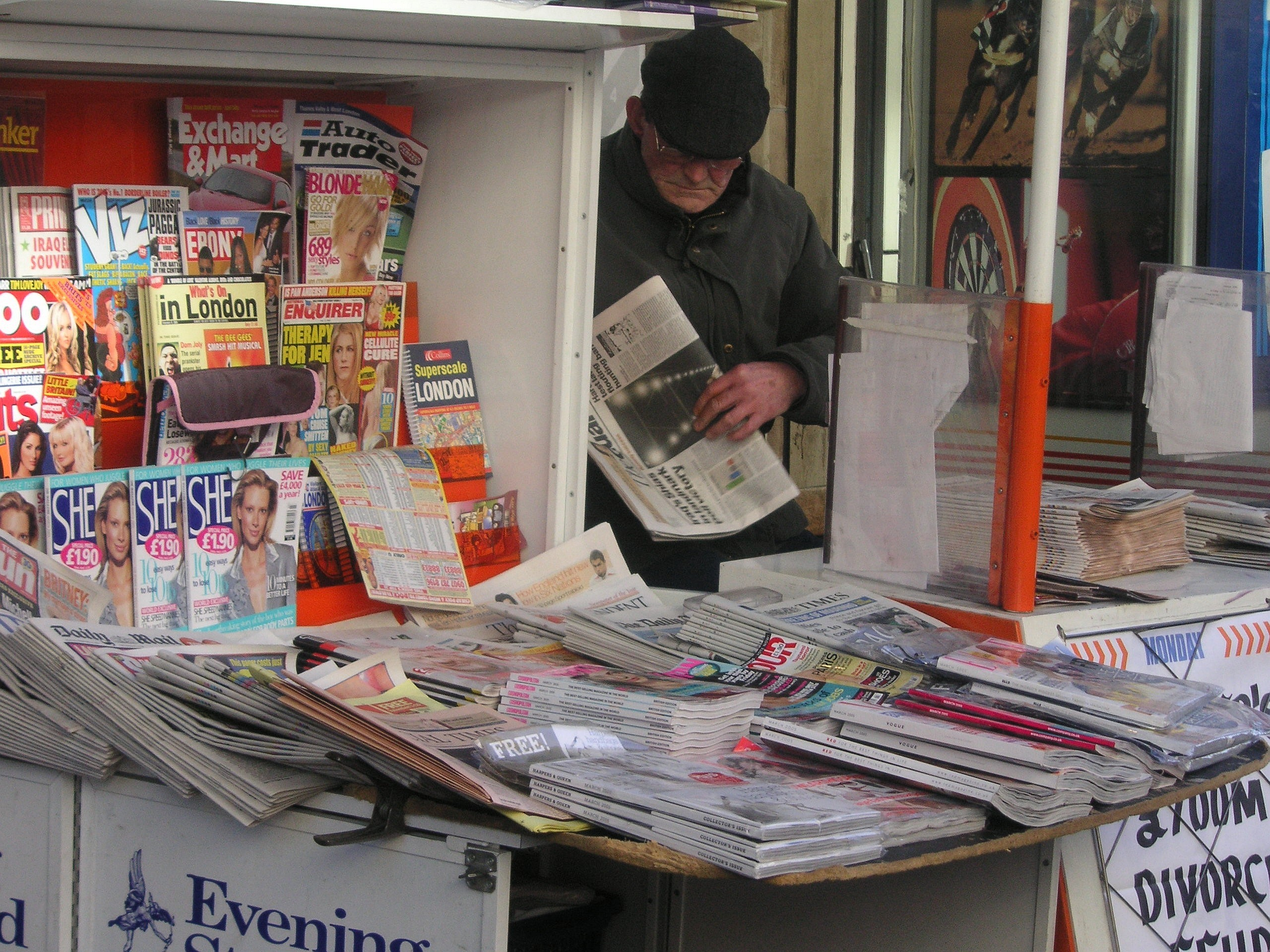
Edicola a Paddington (Londra, 2005) con riviste e giornali che sono tra i principali veicoli della cultura di massa.

La cultura di massa consiste in valori, idee e prassi condivise per strati sociali ad ampia diffusione nella società contemporanea, i cui contenuti vengono trasmessi principalmente dai mezzi di comunicazione di massa.
L'espressione è talora usata in opposizione a quella di cultura alta, o d'élite, riferita alle fasce sociali dominanti nel campo simbolico della cultura.
In posizione intermedia si colloca il segmento detto Middlebrow (o Midcult, secondo Macdonald).

## Creazione e diffusione
La cultura di massa, in quanto tale, è il risultato di una produzione industriale ed è gestita dagli investitori privati proprietari dei mezzi di comunicazione di massa. Questo almeno è valido per le società dove vige il libero mercato, altrimenti essa si presta a una creazione a tavolino da parte dei governi totalitari, che così possono controllare la società. La società totalitaria, del resto, è necessariamente società di massa.
In maniera sempre maggiore, prima di tutto i giornali, quindi il cinema e poi soprattutto la televisione, i mezzi di comunicazione di massa hanno avuto la possibilità di creare, nelle società occidentali, una vera e propria cultura di massa. Secondo Fabio Dei, «nella tarda (o post) modernità si verifica un ulteriore mutamento di prospettiva. La produzione industriale di immagini e gli straripanti flussi della loro diffusione tramite i mass-media mettono a disposizione una quantità senza precedenti di simboli culturalmente significativi, spendibili nella dimensione del dramma sociale».
In questo senso, grande impatto hanno avuto le teorizzazioni di Theodor W. Adorno e degli altri filosofi della Scuola di Francoforte, che, riprendendo il concetto gramsciano di egemonia culturale, vedevano nella cultura industriale che diviene cultura di massa lo strumento principale della perpetuazione dell'egemonia culturale delle classi superiori. Anche in relazione a queste considerazioni gli elementi culturali classificabili come elementi di cultura di massa sono spesso oggetto di pesanti critiche, che li etichettano come superficiali, consumistici, sensazionalistici o vuoti di contenuti. La bassa qualità dei programmi televisivi, in particolare, si deve alla necessità dei lavoratori dell'industria televisiva di realizzare il massimo profitto possibile, vendendo il prodotto da loro confezionato a una massa di acquirenti la più vasta possibile; perciò realizzano programmi che appiattiscono gli spettatori su un livello culturale banale, addirittura triviale, alla portata di chiunque. Altri approcci teorici, come ad esempio quelli dei cultural studies, criticano invece la visione della cultura di massa come diffusione unidirezionale di contenuti culturali omologati, mettendo l'accento sulla rielaborazione attiva e creativa effettuata dai fruitori. Un'altra critica è quella di Vance Packard, che, creando la definizione di persuasori occulti, ha denunciato il potere delle campagne pubblicitarie, in grado di deviare il potere d'acquisto delle grandi masse verso i prodotti di chi se le potesse permettere. I mezzi di comunicazione di massa hanno quindi allargato al popolo la fruizione di una cultura cosmopolita e democratica, ma allo stesso tempo hanno aperto la strada al totalitarismo e suscitano ancora interrogativi sulle possibilità dei grandi poteri economici di plagiare le masse secondo i propri interessi.

## Il rapporto con la cultura popolare
Non si deve confondere la cultura di massa con la cultura popolare, nel senso di tradizione popolare, concetto che in italiano è assimilabile a quello di folclore: infatti, mentre la cultura popolare delle società tradizionali era una produzione spontanea delle classi subalterne, la cultura di massa, tipica delle sole società che sono entrate nella fase del consumo di massa, è al contrario un prodotto costruito all'interno dell'industria culturale da coloro che ne gestiscono i mezzi (mass media).
Nella letteratura scientifica si confrontano due correnti sul concetto di cultura popolare:
- Secondo la prima corrente, nell'epoca preindustriale la cultura popolare coincideva sostanzialmente con il folclore, da intendersi come ciò che si rifà ad una tradizione arcaica o agli usi e costumi tradizionali. Il folclore è nettamente distinto dalla cultura popolare: ciò che è tradizionale è distinto da ciò che è moderno. La cultura popolare, a differenza del folclore, costantemente genera e distrugge nuovi modelli e tendenze, in particolare mediante l'industria culturale.
- Negli ultimi decenni del XX secolo si sono diffusi approcci teorici che mettono in discussione la validità scientifica di una separazione effettuata secondo tali criteri, criticando la concettualizzazione delle tradizioni come elementi cristallizzati e storicamente immutati.